# Aranami
「aranami」（アラナミ）は、tacicaの12枚目のシングル。2020年6月3日にSME Recordsから発売された。

## 概要
前作「煌々/ホワイトランド」から約1年9ヶ月ぶりのシングル。
表題曲「aranami」は、テレビアニメ『波よ聞いてくれ』オープニングテーマとなっており、2016年に発売された9thシングル「発熱」以来約4年振りとなるタイアップ。
2020年4月4日から「aranami」単曲での先行配信が各種サイトで開始。
新型コロナウイルス（COVID-19）感染拡大の影響で緊急事態宣言が4月7日に発令されたことから当初の4月29日から6月3日に発売が延期となった 。当初のリリース予定だった4月29日には、緊急事態宣言による外出自粛で自宅で過ごしている多くの人たちに、そして本来の発売日であった4月29日を待っていてくれた人たちに届けるためと、ミュージック・ビデオを公開した。
期間限定盤にはDVDが付属しており『波よ聞いてくれ』ノンクレジットオープニングムービーが収録されている。

## 収録曲
全作詞・作曲：猪狩翔一　編曲：tacica, 野村陽一郎
1. aranami [4:06]
  - テレビアニメ「波よ聞いてくれ」オープニングテーマ。
  - CROSS FM 4月度後期RECOMMEND TRACKS。

7thアルバム「panta rhei」の製作途中にオファーを受け書き下ろされた楽曲[7]。猪狩は「沙村広明の作品が好き。残酷さの中に美しさや信念がどの作品にも確実に存在するから。が、“波よ聞いてくれ”は少し違う。それはより現実的だし、より語り掛けるし、何より人が死なない、なのに斬って斬って斬りまくる。その新しさは僕らのこれからに重ねずにいられなかった。aranamiはより作品の事と、より僕ら自身の事に向き合った曲になった。」と語っている[8]。
ミュージック・ビデオは『波よ聞いてくれ』とのコラボレーションMVとなっており主人公、鼓田ミナレの声優杉山里穂と札幌出身のモデル門田玲が出演している[9]。
2. 象牙の塔 [3:58]
結成15周年記念公演「象牙の塔」と同名のタイトルでテーマソング。トレーラー映像にて先に音源の一部が公開された。猪狩単独の弾き語りライブ用に制作され[7]「未来戦隊SOS」という仮タイトルで先行披露されていた楽曲。

### 期間限定盤DVD
| #  | タイトル                                                 | 作詞 | 作曲・編曲 |
| -- | -------------------------------------------------------- | ---- | ---------- |
| 1. | 「『波よ聞いてくれ』ノンクレジットオープニングムービー」 |      |            |